# بارك وان-سو
بارك وان-سو هو أستاذ جامعي وسياسي كوري جنوبي، ولد في 10 أغسطس 1955 في تونغيونغ في كوريا الجنوبية. نشط حزبياً في الحزب الوطني الكبير. وقد انتخب عضو الجمعية الوطنية الكورية الجنوبية ‏ عن دائرة  خلال فترته النيابية ‏ (30 مايو 2020 – ) وانتخب عضو الجمعية الوطنية الكورية الجنوبية ‏ عن دائرة  خلال فترته النيابية ‏ (30 مايو 2016 – ).